# Patoman (Pagelaran)
Patoman is een bestuurslaag in het regentschap Pringsewu van de provincie Lampung, Indonesië. Patoman telt 4602 inwoners (volkstelling 2010).